# Магдалена Сибілла Саксен-Вайссенфельська
Магдалена Сибілла Саксен-Вайссенфельська (нім. Magdalena Sibylla von Sachsen-Weißenfels, 2 вересня 1648 — 7 січня 1681) — принцеса Саксен-Вайссенфельська та Кверфуртська з альбертинської гілки династії Веттінів, донька герцога Саксен-Вайссенфельського та Кверфуртського Августа й принцеси Мекленбург-Шверінської Анни Марії, дружина герцога Саксен-Гота-Альтенбургу Фрідріха I.

## Біографія
Магдалена Сибілла народилась  2 вересня 1648 року в Галле. Вона стала первістком в родині саксонського принца Августа та його першої дружини Анни Марії Мекленбург-Шверінської, з'явившись на світ за десять місяців після весілля батьків. Своє ім'я новонароджена отримала на честь бабусі з батьківського боку — Магдалени Сибілли Прусської.
Батько дівчинки був другим сином правлячого курфюрста Саксонії Йоганна Георга I. У зв'язку із пошлюбленням, він відмовився від архієпископської кафедри Магдебурга, залишившись, однак, фактичним керівником протестантської єпархії цього міста. Протягом наступних чотирнадцяти років, сім'я поповнилася ще одинадцятьма дітьми, з яких дорослого віку досягли троє доньок та п'ятеро синів.
1656 року помер Йоганн Георг I, а наступного року було створено герцогство Саксен-Вайссенфельс, до складу якого увійшли території, отримані Августом  відповідно до заповіту батька, а також виміняні ним землі.
У 21-річному віці Магдалена Сибілла вийшла заміж за 23-річного принца Фрідріха Саксен-Готського, старшого сина правлячого герцога Саксен-Готи Ернста I. Весілля відбулося 14 листопада 1669 року в Галле. Менш ніж за місяць, пішла з життя матір Магдалени Сибілли, Анна Марія Мекленбург-Шверінська.
У подружжя народилося восьмеро дітей
Від 1672 року Фрідріх був управителем території Саксен-Альтенбургу, а від 1674 — всіх підвладних Саксен-Готі територій, у зв'язку із погіршенням здоров'я батька. Наступного року той помер, і Фрідріх став його спадкоємцем, до 1680, управляючи, однак, із своїми братами. Спільний двір містився у замку Фріденштайн. Від лютого 1680 року відбувся розподіл земель на окремі герцогства. 
Магдалена Сибілла померла у Готі наступного року, невдовзі після народження молодшої доньки. Похована у фамільному склепі під церквою замку Фріденштайн у Готі.
За сім місяців Фрідріх побрався із Крістіною Баден-Дурлаською. Дітей у другому шлюбі не мав. Першу дружину вн пережив на десять років. Похований поруч із нею у склепінні герцогської родини.

## Родина

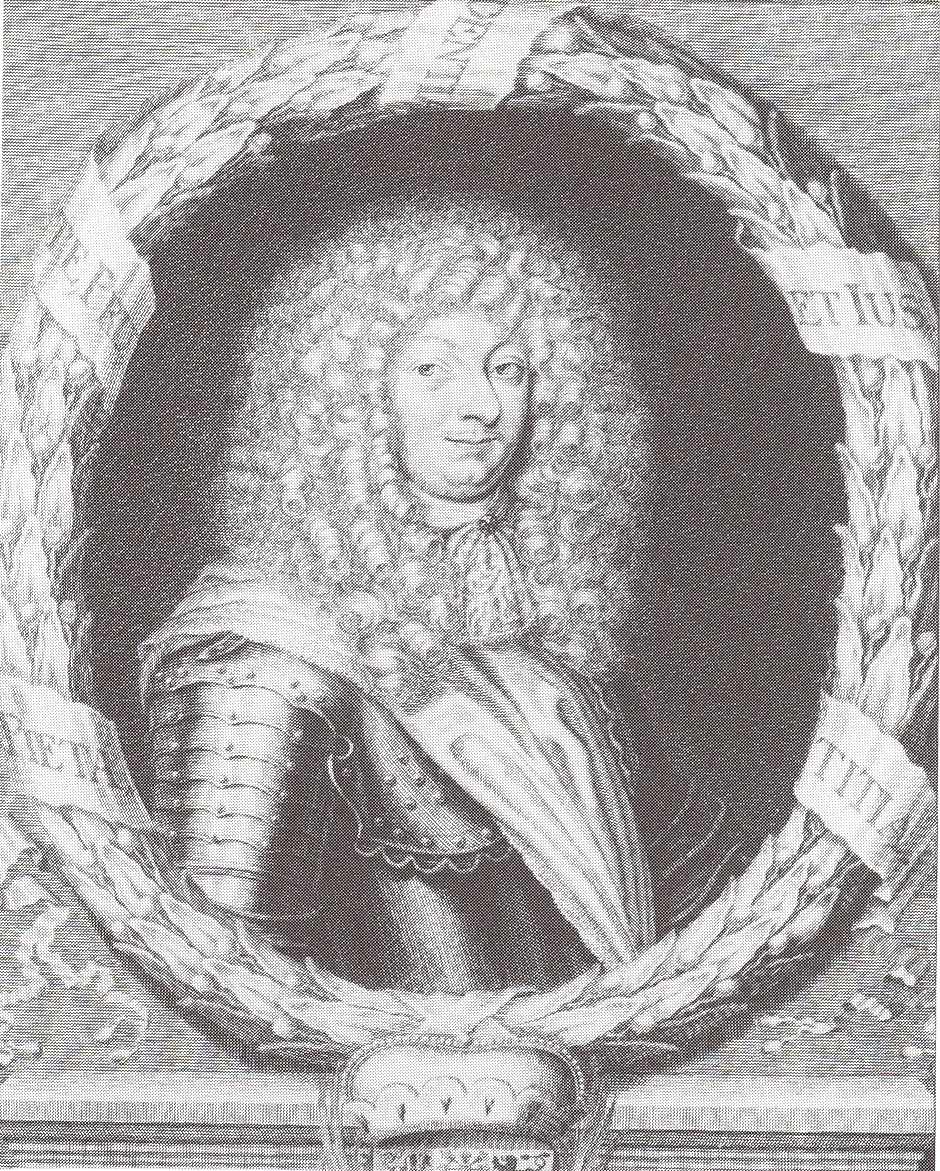
Фрідріх Саксен-Гота-Альтенбурзький

Чоловік — Фрідріх I, герцог Саксен-Гота-Альтенбурзький
Діти:
- Анна Софія (1670—1728) — дружина князя Шварцбург-Рудольштадта Людвіга Фрідріха I, мала численних нащадків;
- Магдалена Сибілла (1671—1673) — пішла з життя в дитячому віці;
- Доротея Марія (1674—1713) — дружина герцога Саксен-Мейнінгену Ернста Людвіга I, мала п'ятеро дітей;
- Фредеріка (1675—1709) — дружина принца Йоганна Августа Ангальт-Цербстського, дітей не мала;
- Фрідріх (1676—1732) — наступний герцог Саксен-Гота-Альтенбургу у 1691—1732, був пошлюблений з Магдаленою Августою Ангальт-Цербстською, мав численних нащадків;
- Йоганн Вільгельм (1677—1707) — генерал-фельдмаршал австрійської армії, загинув у битві при Тулоні під час війни за іспанську спадщину, одружений не був, дітей не мав;
- Єлизавета (1679—1680) — померла в дитячому віці;
- Йоганна (1680—1704) — дружина герцога Мекленбург-Стреліца Адольфа Фрідріха II, дітей не мали.